# Blanksjön (Tiveds socken, Västergötland)
Blanksjön är en sjö i Laxå kommun i Västergötland och ingår i Motala ströms huvudavrinningsområde. Sjön har en area på 0,132 kvadratkilometer och ligger 170,6 meter över havet.

## Delavrinningsområde
Blanksjön ingår i det delavrinningsområde (651275-142866) som SMHI kallar för Utloppet av Stora Trehörningen. Medelhöjden är 176 meter över havet och ytan är 17,65 kvadratkilometer. Det finns inga avrinningsområden uppströms utan avrinningsområdet är högsta punkten. Vattendraget som avvattnar avrinningsområdet har biflödesordning 3, vilket innebär att vattnet flödar genom totalt 3 vattendrag innan det når havet efter 204 kilometer. Avrinningsområdet består mestadels av skog (89 procent). Avrinningsområdet har 1,84 kvadratkilometer vattenytor vilket ger det en sjöprocent på 10,4 procent.